# کاونتری-ایگل
کاونتری-ایگل (انگلیسی: Coventry-Eagle) شرکت موتورسیکلت‌سازی بریتانیایی بود، که در سال ۱۹۰۳ تأسیس شد و در سال ۱۹۳۹ منحل گردید.